# Rihards Bukarts
Rihards Bukarts (* 31. Dezember 1995 in Jūrmala) ist ein lettischer Eishockeyspieler, der seit Januar 2024 beim HC Vítkovice in der tschechischen Extraliga unter Vertrag steht. Sein Bruder Roberts ist ebenfalls Eishockeyspieler.

## Karriere
Rihards Bukarts begann seine Karriere als Eishockeyspieler in Riga, wo er in verschiedenen Juniorenteams spielte. 2011 wechselte er in die Juniorenliga Molodjoschnaja Chokkeinaja Liga. Er spielte dort je ein Jahr bei Kapitan Stupino und dem HK Riga. Von letzterem wurde er beim KHL Junior Draft 2012 als insgesamt neunter Spieler ausgewählt. Trotzdem wechselte er nach dem CHL Import Draft 2013, bei dem ihn die Brandon Wheat Kings an Position sieben gezogen hatten, nach Manitoba zu dem Team aus der Western Hockey League. Im Oktober 2015 wechselte er ligaintern zu den Portland Winterhawks.

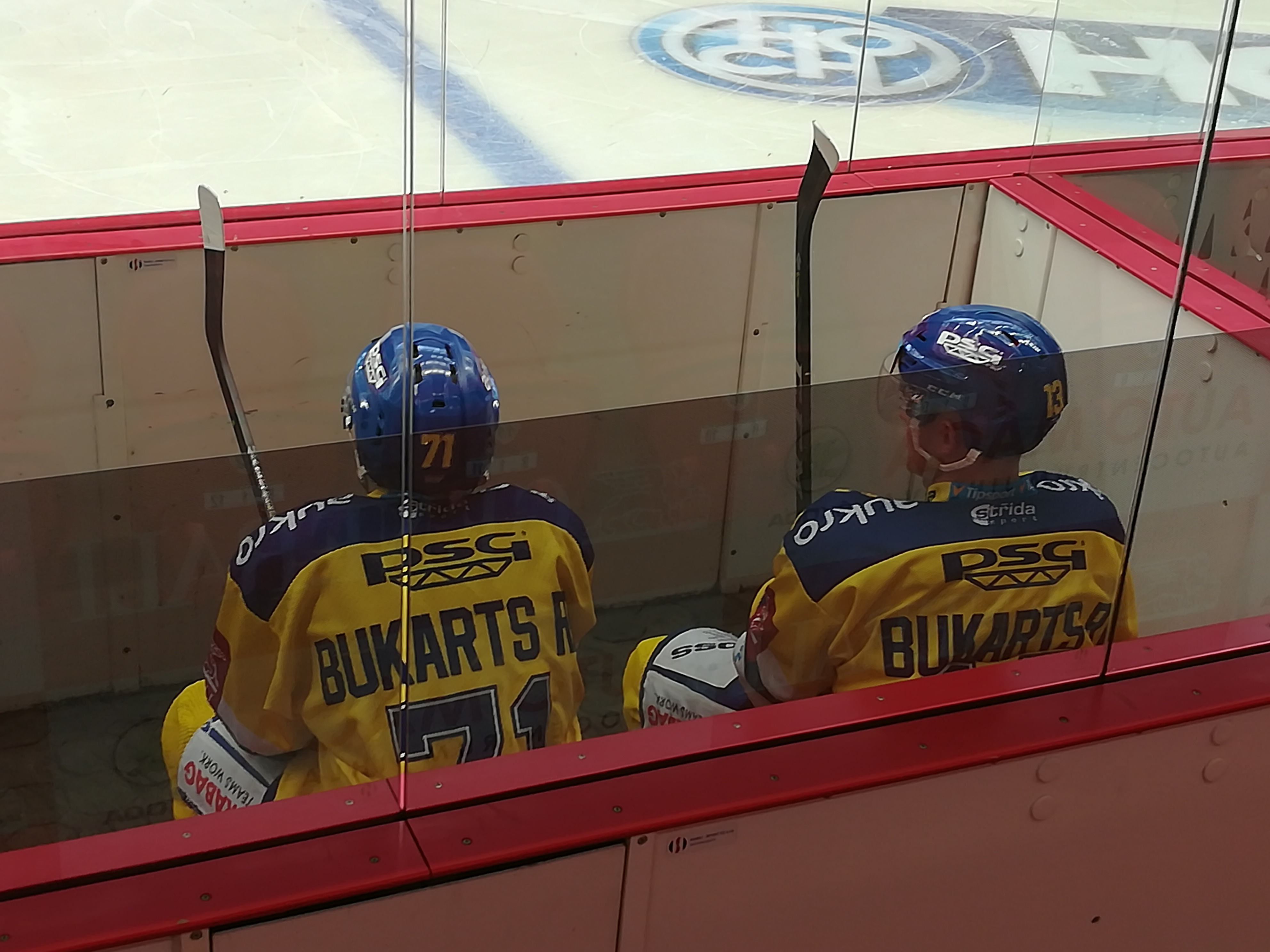
Rihards Bukarts (re.) und sein Bruder Roberts auf der Strafbank (2017)

Nach seiner Juniorenzeit entwickelte Bukarts sich zum Wandervogel und spielte im schnellen Wechsel für verschiedene Mannschaften unterschiedlicher Länder. Dabei stand er in Deutschland von 2018 bis 2020 nacheinander bei den Eisbären Berlin, den Schwenninger Wild Wings und der Düsseldorfer EG auf dem Eis. Seit Januar 2024 spielt er beim HC Vítkovice in der tschechischen Extraliga.

### International
Für Lettland nahm Bukarts im Juniorenbereich zunächst am Europäischen Olympischen Winter-Jugendfestival 2011 und an den U18-Junioren-Weltmeisterschaften 2012 und 2013 teil. Mit der lettischen U20-Auswahl spielte er bei der U20-Weltmeisterschaft 2013.
Im Seniorenbereich stand Bukarts erstmals bei der Weltmeisterschaft 2017 im Aufgebot seines Landes. Auch 2018, 2019, 2021, 2022, 2023, als die Letten erstmals die Bronzemedaille gewannen, und 2024 spielte er für Lettland bei der Weltmeisterschaft. Zudem vertrat er sein Heimatland bei den Qualifikationsturnieren für die Olympischen Winterspiele 2022 in Peking und 2026 in Mailand sowie bei den Winterspielen in Peking selbst.

## Erfolge und Auszeichnungen
- 2023 Bronzemedaille bei der Weltmeisterschaft